# El Polimata
Omar Brito De Jesús, conhecido musicalmente como El Polimata, é um cantor de música urbana dominicano de Santo Domingo.

## Biografia
Omar nasceu em Santo Domingo, República Dominicana, em 1998, estudou na "Universidad Autonoma De Santo Domingo" e começou a cantar aos 23 anos. Ele apareceu em um single de 2013 de Kranium. Depois de várias outras aparições, ele teve um single solo de sucesso em 2021 com "Soltera", e seu álbum Polimata foi lançado em 2019.
Polímata foi elogiado por sua combinação de reggaeton e música R&B. Por artistas dominicanos como El Alfa, Don Miguelo, Mozart La Para, Chimbala, Sensato, Myke Towers, Yandel e Nicky Jam . Sua música "Soltera" em 2021 obteve mais de 120 mil visualizações no YouTube.

## Discografia

### Álbum e EP
- Polimata
- Recuperados
- Memórias mortas
- Mi Tiempo

## Observação
1. ↑  «El Polimata». IMDb
2. ↑  «El Polimata la nueva sensacion del genero urbano». telesistema11.com.do (em espanhol)
3. ↑  «El Polimata dispuesto a ofrecer música urbana con buenas letras» (em espanhol)
4. ↑  «Cantante el polimata». reddenoticias.online
5. ↑  «"El Polimata", el nuevo intérprete del género urbano dominicano». Diario Libre (em espanhol)
6. ↑  «El Polimata presenta "Soltera"». Imagen del periodismo regional (em espanhol)